# David Hofstein
David Hofstein, in yiddish דוד האָפשטיין‎? Dovid Hofshteyn, in russo Давид Гофштейн? (Korostyshiv, 25 luglio 1889 – Mosca, 12 agosto 1952), è stato un poeta russo, autore in lingua yiddish.

## Biografia
Nato in Ucraina, ai tempi dell'Impero russo, ha ricevuto una educazione tradizionale ebraica. Hofstein scriveva in yiddish, ebraico, russo e ucraino. Dopo la rivoluzione russa del 1917, alla quale aderì, Hofstein scrisse solo in yiddish.
È stato coeditore del mensile moscovita in yiddish Shtrom, l'ultimo organo di espressione ebraica libera in Unione Sovietica. Le poesie in cui ha acclamato il regime comunista lo consacrarono come uno del triumvirato di Kiev di poeti yiddish, con Leib Kvitko e Peretz Markish.
L'elegia di Hofstein per le comunità ebraiche devastate dai pogrom apparve nel 1922, con le illustrazioni di Marc Chagall. Entrambi avevano lavorato insieme come insegnanti al ricovero per i ragazzi ebrei in Malachovka, che ospitava ed impiegava i ragazzi orfani dei pogrom ucraini.
Hofstein protestò contro il divieto dell'uso dell'ebraico e contro la persecuzione degli scrittori in ebraico, suscitando il sospetto delle autorità. Emigrò quindi prima in Germania e poi in Palestina nel 1923. In Palestina ha scritto sia in ebraico che e in yiddish ed ha pubblicato in yiddish il poema drammatico Saul-Der Letster Meylekh fun Yisroel (Saul - L'ultimo re di Israele, 1924) e un dramma espressionista, Meshiekhs Tsaytn (Tempi messianici, 1925). 
Tornò a Kiev solo nel 1926 per scrivere poesie adulatorie verso il Partito comunista, di cui diventò membro nel 1939. Hofstein salutò la fondazione dello Stato di Israele nel 1948, tuttavia nello stesso anno, quando Stalin ritirò il proprio appoggio a Israele, Hofstein fu arrestato insieme con Kvitko, Markish ed altri membri del Comitato antifascista ebraico; essi furono prima trasportati a Mosca e poi in Siberia. 
Fu giustiziato nella Notte dei Poeti assassinati (12–13 agosto, 1952), insieme ad altri dodici artisti e scrittori yiddish. Dopo la morte di Stalin fu riabilitato, e una selezione di opere di Hofstein riappare in una traduzione in russo nel 1958.